# فهرست فصل‌های بی‌شرم (مجموعه تلویزیونی آمریکایی)
بی‌شرم نام مجموعه تلویزیونی کمدی-درام آمریکایی است که اولین قسمت آن ۶ ژانویه ۲۰۱۱ از شبکه شوتایم پخش شد. پل ابوت سازنده این سریال با همراهی جان ولز می‌سازد. آنها بی‌شرم را با اقتباس از سریال انگلیسی بی‌حیا ساختند. اچ‌بی‌او با عقد قراردادی در ژانویه ۲۰۰۹ با جان ولز تلاش کرد تا نسخه آمریکایی بی‌حیا را بسازد. در اکتبر ۲۰۰۹این قرارداد به شبکه کابلی شوتایم منتقل شد و نسخه اول آن ساخته شد. اولین فصل این سریال در ۲۷ مارس ۲۰۱۱ پخش شد.
ساخت فصل ششم سریال بی‌شرم، ۱۲ژانویه ۲۰۱۵ آغاز شد و اولین قسمت آن ۱۰ ژانویه ۲۰۱۶ روی آنتن رفت. ۱۲ ژانویه ۲۰۱۶ قرارداد هفتمین فصل این سریال تأیید شد.

## خلاصه فصل
| فصل | قسمت‌ها | قسمت‌ها | تاریخ اصلی روی آنتن رفتن | تاریخ اصلی روی آنتن رفتن |
| فصل | قسمت‌ها | قسمت‌ها | اولین بار                | آخرین بار                |
| --- | ------ | ------ | ------------------------ | ------------------------ |
| ۱   | ۱۲     | ۱۲     | ۹ ژانویه ۲۰۱۱            | ۲۷ مارس ۲۰۱۱             |
| ۲   | ۱۲     | ۱۲     | ۸ ژانویه ۲۰۱۲            | ۱ آوریل ۲۰۱۲             |
| ۳   | ۱۲     | ۱۲     | ۱۳ ژانویه ۲۰۱۳           | ۷ آوریل ۲۰۱۳             |
| ۴   | ۱۲     | ۱۲     | ۱۲ ژانویه ۲۰۱۴           | ۶ آوریل ۲۰۱۴             |
| ۵   | ۱۲     | ۱۲     | ۱۱ ژانویه ۲۰۱۵           | ۵ آوریل ۲۰۱۵             |
| ۶   | ۱۲     | ۱۲     | ۱۰ ژانویه ۲۰۱۶           | ۳ آوریل ۲۰۱۶             |
| ۷   | ۱۲     | ۱۲     | ۲ اکتبر ۲۰۱۶             | ۱۸ دسامبر ۲۰۱۶           |
| ۸   | ۱۲     | ۱۲     | ۵ نوامبر ۲۰۱۷            | ۲۸ ژانویه ۲۰۱۸           |
| ۹   | ۱۴     | ۷      | ۹ سپتامبر ۲۰۱۸           | ۲۱ اکتبر ۲۰۱۸            |
| ۹   | ۱۴     | ۷      | ۲۰ ژانویه ۲۰۱۹           | ۱۰ مارس ۲۰۱۹             |